# Victoria Sports Pro Cycling
Victoria Sports Pro Cycling is een Filipijnse wielerploeg die is opgericht in 2023 en direct een continentale status verkreeg. De ploeg is opgericht door New San Jose Builders, in 2023 in de ploegnaam afgekort tot NSJBI, dat gevestigd is in Quezon City. Het is de derde professionele Filipijnse wielerploeg.

## Bekende (ex-)renners
- André Cardoso (2023)
- José Mendes (2023-2024)
- Jeroen Meijers (2024-)
- Edgar Nieto (2024-)
- Nícolas Sessler (2024-)
- Eugenio Sánchez (2025-)

## Overwinningen
2024
2e etappe Ronde van Salalah: Nícolas Sessler
Eindklassement Ronde van Salalah: Nícolas Sessler
Oita Urban Classic Road Race: Jeroen Meijers
 Filipijns kampioen tijdrijden, elite: Nichol Blanca Pareja
2025
1e etappe Ronde van Banyuwangi Ijen: Jeroen Meijers
 Filipijns kampioen op de weg, elite: Marcelo Felipe